# KNB EFX Group
KNB EFX Group és una empresa estatunidenca d'efectes especials especialitzada en maquillatge protèsic, animatrònica i altres efectes pràctics. Va ser fundada l'any 1988 per Robert Kurtzman, Greg Nicotero i Howard Berger, tot i que Kurtzman va marxar el 2003. Després d'establir una reputació d'efectes sanguinaris a les pel·lícules de terror a finals de la dècada de 1980 i principis de la dècada de 1990, es van expandir per realitzar animatrònica i efectes de maquillatge per a pel·lícules de comèdia i drames convencionals. El seu treball a Les Cròniques de Nàrnia: El lleó, la bruixa i l'armari i The Walking Dead els ha guanyat diversos premis i nominacions.

## Història
Els fundadors Robert Kurtzman, Greg Nicotero i Howard Berger treballaven de manera independent en diverses produccions de Hollywood a mitjans dels anys vuitanta. A Kurtzman li agradava l'atmosfera de les bandes locals que s'influïen mútuament. Nicotero i Berger es van conèixer mentre realitzaven efectes especials de maquillatge amb Tom Savini a la pel·lícula de zombis de George Romero El dia dels morts. Mentre Berger ho feia, Kurtzman va ser contractat per ocupar el lloc de Berger com a assistent de John Carl Buechler. Nicotero, Berger i Kurtzman van treballar junts a Evil Dead II de Sam Raimi. Els tres van continuar breument treballant autònoms, de vegades en les mateixes pel·lícules. El 1988, els tres van formar la seva pròpia empresa. El nom KNB va ser escollit per representar la primera lletra del cognom de cada fundador.
La primera pel·lícula de KNB va ser Intruder, dirigida per Scott Spiegel, que havia escrit Evil Dead II. Després d'això, van fer efectes de maquillatge per a diverses pel·lícules directes a vídeo i seqüeles de pel·lícules de terror, incloses Malson a Elm Street 5: El nen somiador i Halloween 5: The Revenge de Michael Myers. Van acreditar el seu treball amb aquestes pel·lícules, que sovint tenien un pressupost baix, per desenvolupar una reputació a la indústria. Per treballar amb aquests pressupostos, ells mateixos van realitzar la major part del treball. Al mateix temps, Romero va recomanar KNB a la productora Debra Hill per a Gross Anatomy, una pel·lícula de comèdia sobre estudiants de medicina. Romero sabia que Nicotero tenia antecedents com a estudiant de premedicina. El seu treball en aquesta pel·lícula els va costar més diners dels que van guanyar, però va ajudar a consolidar encara més la seva reputació. Els cadàvers d'aspecte realista que van crear van cridar l'atenció de Kevin Costner, que els va contractar per fer búfals animatrònics per a Ballant amb llops. Nicotero va dir que això els va ajudar a deixar de ser coneguts només per les pel·lícules de terror sangrientes.
Amb l'esperança d'entrar en pel·lícules més populars, KNB va contactar amb Rob Reiner quan van saber que estava adaptant Misery. Reiner inicialment va declinar la seva oferta, raonant que no necessitava efectes especials perquè estava menyspreant el gore de la novel·la. Després d'assenyalar el potencial d'efectes realistes, però suaus, Reiner els va contractar. Per a la pel·lícula de 1991 Cowboys de ciutat, van fer vedells animatrònics. A principis de la dècada de 1990, van continuar la seva col·laboració amb Sam Raimi, treballant a L'exèrcit de les tenebres, la seqüela d'Evil Dead II. Entre altres pel·lícules de terror, va realitzar efectes formats per a Dr. Giggles, que no va tenir una bona acollida entre els seguidors del gènere o els crítics, tot i que els seus efectes van ser elogiats.
A la dècada de 1990, va començar una col·laboració amb Quentin Tarantino amb Reservoir Dogs. Kurtzman havia contractat Tarantino per escriure un guió a partir d'un tractament; finalment es va filmar com a Obert fins a la matinada. A canvi, Kurtzman va prometre que KNB realitzaria efectes de maquillatge especials per a Reservoir Dogs, que es va convertir en l'escena de tortura d'aquella pel·lícula. Obertno es va produir fins al 1996. Mentrestant, KNB treballava a Pulp Fiction. Després de l'estrena de Parc Juràssic el 1993, molts artistes es preocupaven que la imatge generada per ordinador poguessin superar la indústria, forçant els efectes pràctics. Berger va dir que en lloc d'entrar en pànic i canviar d'especialitat, KNB va decidir "sense fer-ho". Al mateix temps, es va produir una desacceleració de les pel·lícules de terror a mitjans de la dècada de 1990. KNB va posar èmfasi als cineastes en la seva capacitat per crear animatrònica realista, aportant efectes que abans havien estat els pilars de les pel·lícules B a les pel·lícules principals, com els efectes protèsics a les pel·lícules de comèdia.
Al llarg dels anys 2000, van continuar la seva col·laboració amb Tarantino, treballant a Kill Bill i altres pel·lícules. Kurtzman va deixar l'empresa l'any 2003. Berger va dir que Kurtzman volia centrar-se a dirigir i criar la seva família. KNB va realitzar efectes de maquillatge per a Land of the Dead, el seguiment de Romero del Day of the Dead. Savini, que aleshores treballava com a director, va aparèixer en un cameo com a zombi a proposta de Nicotero. El 2006, KNB va crear animatrònica per a Les Cròniques de Nàrnia: El lleó, la bruixa i l'armari, que inicialment anava a ser completament digital. El seu treball va resultar en un Oscar al millor maquillatge i un BAFTA al millor maquillatge. Des del 2010, Nicotero ha realitzat efectes de maquillatge especials per a The Walking Dead, que ha rebut premis i nominacions. El 2011 es va estrenar Nightmare Factory, un documental sobre l'empresa.